# Nikita Alexandrowitsch Meschtscherski
Nikita Alexandrowitsch Meschtscherski (russisch Никита Александрович Мещерский, wiss. Transliteration Nikita Aleksandrovič Meščerskij; geb. 1906; gest. 1987 in Leningrad) war ein russischer Wissenschaftler für die Geschichte der russischen Literatursprache und für die Übersetzung aus dem Altrussischen.
Zu seinen Büchern zählen Die „Geschichte des jüdischen Krieges“ von Josephus Flavius in der altrussischen Übersetzung und Die Quellen und die Zusammensetzung der altslawisch-russischen übersetzten Schriften des 9.-15. Jahrhunderts.
Eine jüngere englische Übersetzung der slawischen Fassung des Jüdischen Krieges von Josephus Flavius folgt seiner wissenschaftlichen kritischen Ausgabe nach dem Wilnaer Manuskript und liefert eine gelehrte und weitreichende Studie über literarische, historische und philologische Aspekte des Werkes, einen textologischen Apparat und einen Kommentar.

## Publikationen (Auswahl)
- «История Иудейской войны» Иосифа Флавия в древнерусском переводе / "Geschichte des jüdischen Krieges" von Josephus Flavius in der altrussischen Übersetzung - Moskau; Leningrad 1958
- Источники и состав древней славяно-русской переводной письменности IX—XV вв. / Die Quellen und die Zusammensetzung der altslawisch-russischen übersetzten Schriften des 9.-15. Jahrhunderts. - Leningrad 1978